# Neriene variabilis
Neriene variabilis är en spindelart som först beskrevs av Banks 1892.  Neriene variabilis ingår i släktet Neriene och familjen täckvävarspindlar. Inga underarter finns listade i Catalogue of Life.